# Anders Billsten
Anders Billsten, född 14 maj 1752 i Skara, död april 1811 i Norrköping, var en svensk krongjutare, klockgjutare och riksdagsman. 

## Biografi
Billsten föddes 1752 i Skara. Han var son till klockgjutarmästaren och rådmannen Nils Billsten. Han var gesäll i Stockholm och Örebro innan han flyttade till Norrköping. 1780 köpte han delar av tomt nummer 6 under kvarteret Klockan 9 i staden. Han fick burskap 28 augusti 1783 och blev mästare samma år. Åren 1791–1800 var Billsten Norrköpings hanverkssocietets talman. 1792 representerade han staden som riksdagsman i Gävle.
Billsten var även översprutmästare vid det fjärde spruthuset. Han var också med i direktionen för Grund- och uppmunddringsverket.

### Familj
Billsten gifte sig 1783 med Britta Christina Qwarsell (död 1791), som var änka efter klockgjutaren Elias Annell. De fick tillsammans barnen Catharina, Christina och Per Gustaf.

## Gjutna klockor
| Gjutår | Kyrka                        | Klocka        | Övrigt |
| ------ | ---------------------------- | ------------- | --- |
| 1781   | Skedevi kyrka                | Lillklockan   | |
| 1782   | Rogslösa kyrka               | Storklockan   | |
| 1783   | Lillkyrka kyrka              | Lillklockan   | |
| 1785   | Gryts kyrka                  | Lillklockan   | |
| 1785   | Rappestads kyrka             | Storklockan   | |
| 1785   | Törnsfalls kyrka             | Lillklockan   | |
| 1785   | Sankt Petri kyrka, Västervik | Mellanklockan | |
| 1786   | Hovs kyrka                   | Storklockan   | |
| 1786   | Karlstorps kyrka             | Storklockan   | |
| 1786   | Väderstads kyrka             | Storklockan   | |
| 1786   | Östra Husby kyrka            | Lillklockan   | |
| 1789   | Dalhems kyrka                | Storklockan   | |
| 1789   | Vinnerstads kyrka            | Lillklockan   | |
| 1790   | Dagsbergs kyrka              | Storklockan   | |
| 1790   | Stjärnorps kyrka             | Lillklockan   | Inskrift: "Genom Stärnorps, Finspångs och Ljungs underhavandes samlade gåva och överlevorna av trenna i Stjärnorps flygeltorn hängande klockor, som genom branden den 12 maj 1789 försmälte, under uppsikt av bergsm. Anders Brink är jag omgjuten i Norrköping d. 19 mars 1790 av A. Billsten" |
| 1792   | Kila kyrka                   | Lillklockan   | |
| 1792   | Sjögestads kyrka             | Storklockan   | |
| 1792   | Skällviks kyrka              | Storklockan   | |
| 1793   | Hycklinge kyrka              | Storklockan   | Ny 1966. |
| 1795   | Sankt Olai kyrka             | Lillklockan   | Ny 1825. |
| 1795   | Tjärstads kyrka              | Lillklockan   | |
| 1796   | Åtvids gamla kyrka           | Lillklockan   | |
| 1796   | Fornåsa kyrka                | Storklockan   | |
| 1797   | Korsberga kyrka              | Storklockan   | |
| 1799   | Norra Fågelås kyrka          | Mellanklockan | |
| 1801   | Örtomta kyrka                | Storklockan   | |
| 1801   | Lofta kyrka                  | Mellanklockan | Ny 1836. |
| 1802   | S:t Sigfrids kyrka           | Lillklockan   | |
| 1803   | Mogata kyrka                 | Storklockan   | |
| 1805   | Fivelstads kyrka             | Lillklockan   | Ny 1872. |
| 1806   | Kisa kyrka                   | Mellanklockan | |
| 1807   | Flistads kyrka               | Lillklockan   | |
| 1807   | Häradshammars kyrka          | Lillklockan   | |

### Fotnoter
1. ↑  Skara stadsförsamling (R) C:3 (1737-1776) Sida: 68